# Iwan Groźny (obraz Jana Matejki)
Iwan Groźny – obraz olejny namalowany przez polskiego malarza Jana Matejkę w 1875 roku, znajdujący się w zbiorach Galerii Sztuki Polskiej XIX wieku w Sukiennicach, będącej oddziałem Muzeum Narodowego w Krakowie.
Car Rosji Iwan IV Groźny stał się obiektem zainteresowania Matejki najprawdopodobniej pod wpływem przeczytania powieści Aleksieja Tołstoja Książę srebrny. Powieść z czasów Iwana Groźnego, publikowanej w tygodniku Kłosy w latach 1870–1871. Wpływ powieści historycznej widoczny jest w ujęciu całego tematu, na co składa się miejsce akcji, charakterystykę bohaterów, a także niektóre szczegóły.

## Opis
Obraz Matejki przedstawia okres krwawy rządów rosyjskiego cara, który brutalnie spacyfikował opozycję bojarów podczas opriczniny w Carstwie Rosyjskim. W przedstawionej scenie rozgrywającej się ciemną nocą, na miejsce egzekucji prowadzony jest bojar Michaił Jakowlewicz Morozow, wojewoda i namiestnik inflancki. Na czele świty prowadzonej przez żołnierza w szyszaku na głowie i pochodnią w prawej dłoni, obok Iwana Groźnego, idzie metropolita moskiewski Lewta i carewicz Fiodor, przed którymi chłopiec niesie otwartą Ewangelię. Za nimi podążają między innymi caryca z wyróżniającym się okrucieństwem wśród opriczników Maluta Skuratow, trzymający w lewej ręce zwój zawierający wyrok śmierci i wskazuje nim widoczną na horyzoncie szubienicę, będącej celem orszaku, patrzy na ubranego dla drwiny tłumu w poniżający groteskowy strój Morozowa. W tle po prawej widnieją otwarte odrzwia oświetlonej cerkwi, z której wyruszył orszak.
Los Morozowa, bezwzględnie naznaczony przez Iwana Groźnego, sugerują kruk stojący przed bojarem, pies wyjący obok i szafot z szubienicznikami w tle, co nadaje dziełu złowrogą atmosferę. Marian Gorzkowski pisał:
Cały obraz ogromne robi wrażenie, namalowany jest z prawdą przerażającą.
Główny akcent został położony na przekazanie nastroju grozy i szaleństwa poprzez interpretację postaci Iwana, Maluty (trzyma wyrok śmierci) i Morozowa (błazeńskie odzienie). Pojawia się również subtelny motyw groteski, na który składają się taneczne gesty osób przedstawionych na obrazie, co sprawia, że orszak o charakterze procesji śmierci kojarzy się z korowodem karnawałowym.

## Powstanie obrazu
Przed wykonaniem obrazu pojawiło się kilka wariantów kompozycyjnych, wraz z licznymi studiami postaci w szkicowniku. Pierwsza myśl o namalowaniu obrazu pojawiła się w 1873, w związku z czym powstał szkic do obrazu, darowany Dobrzańskiemu za podarowany mu niegdyś starożytny pas. Dzieło to w tej koncepcji nigdy jednak nie powstało, jako że różnice są diametralne.
Matejko, powziąwszy w 1873 roku myśl wykonania w większych rozmiarach obrazu z dziejów Rosji, w 1875 roku rozpoczął prace nad dziełem. Oprócz inspiracji powieścią historyczną Srebrny Książę, artysta korzystał również z polskich kronik i Historii państwa rosyjskiego N. Karamzina oraz Kursy literatury słowiańskiej Mickiewicza.
Badając kroniki polskie, nie mógł Matejko ominąć dziejów tego kraju, z którym sąsiadując w tak bliskim […] byliśmy stosunku; czytając wreszcie historię Rosji Karamzina, artysta nasz powziął myśl przedstawienia jednego z najciekawszych carów, który w szubienicach, w zabójstwie miał upodobanie.
Obraz został namalowany w ciągu jednego miesiąca i ukończony dnia 14 marca 1875 roku.

## Kontekst historyczny

### Opricznina
W 1564 rozpoczęły się na wielką skalę prześladowania rzeczywistych i urojonych przeciwników cara znane jako opricznina. Podejrzliwość i obsesyjny lęk przed zdradą pchały cara do okrucieństwa bez granic, czego momentem kulminacyjnym był rok 1570, kiedy wymordowano 25–40 tysięcy mieszkańców Nowogrodu Wielkiego, podejrzewanych o chęć przyłączenia się do Litwy. Przeciw bojarom, uznawanym za głównych wrogów, Iwan Groźny popierał zależne od niego dworiaństwo. Opricznina (zakończona w 1574 roku) pozwoliła uzyskać mu władzę absolutną, ale przyczyniła się także do ruiny gospodarczej państwa. Iwan Groźny w 1581 roku zakazał chłopom opuszczania panów, co spowodowało (wbrew intencjom cara) ich intensywne zbiegostwo.
Bez grozy nie można utrzymać państwa.

### Panowanie Iwana Groźnego
Kwestia skomplikowanej relacji pomiędzy świętymi zasadami moralnymi a absolutyzmem została przedstawiona w kontekście rządów Iwana IV Groźnego. Okres ten charakteryzował się wieloma dokonaniami w dziedzinie centralizacji państwa, obejmującymi liczne reformy polityczne, religijne, społeczne i kulturowe. Druga połowa XVI wieku to czas, w którym ziemie ruskie zjednoczyły się po długim okresie feudalnego rozdrobnienia i tatarskiej niewoli, a także epoka znaczącej ekspansji terytorialnej. Był to okres wyzwalania się spod wpływów bojarskich, co przyczyniło się do wzmocnienia pozycji monarchy, centralizacji systemu rządzenia i aparatu państwowego, za cenę brutalności, terroru, egzekucji i zsyłek.
Iwan IV Groźny jako pierwszy władca moskiewski przywdziawszy czapkę Monomacha, przybrał oficjalnie tytuł cara, co stanowiło wówczas symbol nieograniczonej władzy.

## Kontekst literacki –Książę Srebrny
Autorem tej historycznej powieści jest Aleksy K. Tołstoj, który przedstawił w niej [...] malowniczy obraz lat panowania pierwszego cara, próba ukazania pewnej prawdy o tworzeniu się nowożytnego państwa. Lecz czy prawdy historycznej? [...] pewne odstępstwa w szzcegółach nie mających znaczenia historycznego [...] egzekucja Wiaziemskiego i obydwóch Basmanowów, która faktycznie miała miejsce w 1570 roku została dla zawartości opowiadania umieszczona wśród wydarzeń 1565 roku.
Istnieją więc w tekście pewne nieścisłości historyczne. Zarówno Tołstoj, jak i Matejko byli zwolennikami swobodnego traktowania przekazów źródłowych. Tworzyli własne wizje epoki, egzemplifikowali pewne pojęć i działające wówczas mechanizmy, wyznając pewne ideały, którym zachowali wierność. Obydwoje starali się ukazać prawdę ogólnoludzką, czego skutecznym odbiciem jest ich twórczość. Postaci powieści (a zarazem bohaterowie obrazu) są mocno osadzone w ówczesnych realiach i tworzą schematy postaw ludzkich opartych na opozycji dobra i zła, ukazując aspekt moralny epoki Iwana:
[...] czasy, w których dochodzi do wypaczenia wszystkich pojęć, do upadku odwiecznych wartości moralnych, czasy, kiedy “podłość mieni się cnotą, zdrada staje się prawem, a honor i godność ludzka uważane są za zbrodnicze naruszenie obowiązku” (s. 350) [...] przełomu w rozumieniu podstawowych norm etycznych toczy się walka dobra ze złem.
W odniesieniu do postaci cara w powieści występuje jeden wariant, który został wręcz powielony przez Matejkę w jego obrazie, widoczna jest więc tutaj mocna inspiracja utworem. W powieści Iwan Groźny został przedstawiony jednostronnie jako tyran, który stosuje ekstremalne metody rządzenia krajem. Opisano jego niekontrolowane i całkowicie nieuzasadnione okrucieństwo, brutalne akty przemocy, które wywołują powszechne oburzenie i strach. Zamiast być przywódcą państwa, jawi się jako szaleniec obsesyjnie obawiający się spisku. Obsesyjnie chroniąc własnego bezpieczeństwa, gotów jest zniszczyć wszystkich, którzy stanowią dlań zagrożenie.

## Szkic do obrazu
Szkic do obrazu przedstawia odmienną wizję od finalnego dzieła, niemniej stanowi jednak początkową wizję artysty, jest bardziej portretem psychologicznym aniżeli przedstawieniem wydarzenia.
Matejko przedstawił widzom scenę, która dotyczy prawdopodobnie wydarzeń z grudnia 1564 roku, gdy Iwan Groźny opuścił nagle Moskwę wraz z rodziną i dobytkiem w celu przeniesienia się do Słobody Aleksandrowskiej. Groził abdykacją, oskarżając przy okazji możnowładców i dwór o zdradę i nadużycia nadanych im przywilejów oraz swobody. Był to początek okresu krwawego terroru stosowanego za pomocą powołanego w krótkim czasie do życia specjalnego wojska składającego się z kilku tysięcy ludzi zwanych oprycznikami, którzy nosili czarne uniformy, a ich znakami rozpoznawczymi były miotła (symbol oczyszczania kraju) i psia głowa (symbol wierności i nieprzejednanej walki w obronie cara).
Scena przedstawiona na obrazie ma miejsce w krużganku pałacowym pod obszernymi arkadami, gdzie u wejścia stoi car w mitrze i obszernym brązowym płaszczu podbitym futrem. Jego twarz wyraża gniew i przestrach, w lewej ręce trzyma laskę zakończoną toporkiem, w prawej otwartą księgę. Zza jego prawego ramienia wysuwa się syn Fiodor, z lewej u dołu widoczny jest zarys postaci chylących się przed nim w pokłonach. Powyżej ojca i syna znajdują się dwie postaci opryczników w kapturach trzymające miotły, po prawej zarys grupy bliżej nie zidentyfikowanych osób. Całość utrzymana w tonach brązowożółtawych z przewagą sepii, co nadaje wszystkiemu lekki charakter grozy, dowód szaleństwa, a także, poprzez dobór gamy kolorystycznej, pewne zepsucie moralne.
„Szkic” został wykonany techniką olejną na płótnie o wymiarach 46,5 × 84,5 cm w 1874 roku.

## Proweniencja
Obraz został zakupiony od artysty w 1875 roku przez Dawida Rosenbluma dla bankiera warszawskiego Jana G. Blocha i znajdował się w rękach jego rodziny w Warszawie do 1912 roku. Od 1915 znajdował się u Emilii Blochowej w Poznaniu, w 1929 natomiast stanowił własność dra Kazimierza Kostaneckiego w Krakowie.
Zakupiony do MNK od rodziny Kostaneckich w 1956 (uprzednio, od 1945 znajdował się tam jako depozyt), gdzie od 1959 funkcjonował na stałej ekspozycji w Sukiennicach.

## Wystawy
- 1875: Kraków, TPSP; Lwów, Dom Narodowy; Wiedeń, Osterreichischer Kunstverein
- 1876 Praga, Zofinsky Salon
- 1877 Budapeszt
- 1879 Warszawa, TZSP, Pałac Bruchlowski
- 1883 Kraków, Wawel
- 1929 Kraków TPSP
- 1953 Kraków, MN, wystawa dzieł Jana Matejki w 60. Rocznicę jego śmierci
- 1957 Kraków, MN, wystawa Nabytki muzealne z lat 1955–1956
- 1959: Sofia, Nacionałna Chudożestwena Galerija; Bukareszt, Muzeul de Arta + Budapeszt, Szepmuveszeti Muzeum[4]